# Torne
La Torne, en suédois : Torneälven, en finnois : Tornionjoki (älven et joki signifient rivière), est un fleuve frontalier séparant la Suède de la Finlande et qui a son embouchure sur le golfe de Botnie.

## Géographie
Le fleuve prend sa source en Suède dans le Torneträsk, un lac de la commune de Kiruna, et s'écoule sur 513 km. À mi-chemin de son cours, il sert de frontière avec la Finlande jusqu'à son embouchure.
Il se jette dans le golfe de Botnie, une subdivision de la mer Baltique, entre la ville suédoise de Haparanda (dans le Comté de Norrbotten) et la ville finlandaise de Tornio (Torneå en suédois) située dans la province et région de Laponie. Dans le val de Torne (Tornedalen en suédois), le finnois est parlé de manière traditionnelle, y compris du côté suédois de la frontière.

### Bassin versant
Son bassin versant fait 39 789 km2.

## Affluents
- la Muonio (rg[note 1]), 387 km
- la Tengeliö (rg), 51 km
- l'Abiskojåkka (rd), 44 km

## Hydrologie
Son module est de 388 m3/s. Son régime hydrologique est dit nival.

### Crues
Son débit maximum peut monter à 2 180 m3/s.

## Aménagements et écologie

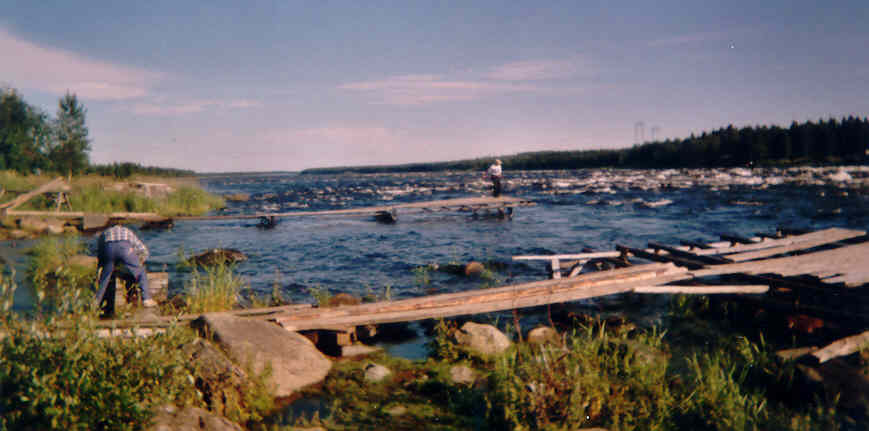
Les rapides de Kukkola en 2004.